# Esplantas-Vazeilles
Esplantas-Vazeilles – gmina we Francji, w regionie Owernia-Rodan-Alpy, w departamencie Górna Loara. W 2013 roku liczba ludności na terenie obecnej gminy wynosiła 137 mieszkańców. 
Gmina została utworzona 1 stycznia 2016 roku z połączenia dwóch wcześniejszych gmin: Esplantas oraz Vazeilles-près-Saugues. Siedzibą gminy została miejscowość Esplantas.